# 山本明夫
山本 明夫（やまもと あきお、1930年3月18日 - 2017年7月9日）は、日本の化学者。専門は有機金属化学。学位は、工学博士（東京工業大学・1959年）。東京工業大学名誉教授、栄誉教授。文化功労者。勲等は勲三等。
カリフォルニア大学バークレー校博士研究員、マックス・プランク石炭研究所博士研究員、東京工業大学資源化学研究所教授、東京工業大学資源化学研究所所長、社団法人日本化学会会長、早稲田大学理工学総合研究センター顧問研究員などを歴任した。

## 概要
東京府出身の有機金属化学者である。有機遷移金属錯体の合成反応についての研究で知られている。パラジウムなどの遷移金属を含む新しい金属錯体を合成し、その化学的性質を研究することでカルボニル化などの合成反応を開発してきた。1969年、窒素分子のコバルト錯体の合成に史上初めて成功した。この成功により、のちにこの錯体は「山本錯体」と呼ばれるようになった。1970年には、ニッケル錯体合成において、クロロベンゼンがニッケルに酸化的付加することを示唆した。この研究業績は、のちに熊田誠、玉尾皓平らによる熊田・玉尾カップリングの発見に繋がった。
カリフォルニア大学バークレー校、マックス・プランク石炭研究所を経て、東京工業大学資源化学研究所で長年に渡り研究活動に従事した。1988年、資源化学研究所所長。東京工業大学を退官してからも、さまざまな団体の役職を兼任していた。

## 来歴

### 生い立ち
1930年3月18日に生まれ、東京府にて育った。1954年、早稲田大学理工学部応用化学科卒業。東京工業大学大学院理工学研究科に進学し、神原周に指導を受ける。1959年、東京工業大学より工学博士の学位を取得。

### 研究者として
大学院修了後の1959年、母校である東京工業大学資源化学研究所に助手として着任する。1960年、カリフォルニア大学バークレー校博士研究員に着任。カリフォルニア大学では、主にメルヴィン・カルヴィンから手解きを受けた。1962年、マックス・プランク石炭研究所（西ドイツ、マックス・プランク学術振興協会が運営）博士研究員に着任。マックス・プランク石炭研究所では、主にガンザー・ウィルクから手解きを受けた。
1967年、東京工業大学資源化学研究所助教授に昇任。1971年同教授。東京工業大学の要職を歴任し、1988年、資源化学研究所所長。東工大での勤務に並行して、1985年より文部省の科学官を兼任、1987年には社団法人である日本化学会の副会長に就任した。
東工大退官後も、さまざまな役職を兼任していた。1995年には日本化学会会長に就任。また、1996年からは文部省にて学術審議会の委員を兼任した。さらに、同年より新技術事業団の研究統括も兼任した。母校である早稲田大学においても、1990年より大学院理工学研究科客員教授を務めた。1992年からは日本ゼオン寄付講座担当客員教授を務めた。1990年、これまでの業績が評価され、東京工業大学名誉教授となる。1995年紫綬褒章。
2000年、早稲田大学の理工学総合研究センターに転じ、顧問研究員に就任した。2014年11月、東京工業大学栄誉教授。2001年勲三等旭日中綬章。2014年11月、文化功労者。 2017年7月9日に死去した。

## 研究
専門は化学であり、有機金属化学などの分野について研究していた。特に有機遷移金属錯体の合成と反応についての業績で知られる。パラジウム、ニッケル、ルテニウム、白金などの錯体を合成し、その化学的性質から有機ハロゲン化物、酸無水物、不飽和アルコールなどを利用するカルボニル化といった新規合成反応の開発と、その反応機構の解明を行った。
1964年に、窒素雰囲気下でコバルト錯体を合成する際に、本来不活性であるはずの窒素分子がコバルトに配位し錯体を形成することを発見し、報告した。これを、山本錯体と呼ぶ。当時、アメリカ合衆国やイタリアの研究グループもほぼ同時に似たような錯体を発見していたが、わずかに山本の論文が早かった。アメリカ合衆国の研究グループは、視野外から突然登場したこの論文を日本による真珠湾攻撃の奇襲になぞらえ、パールハーバー・コンプレックスと呼んだ。これには、真珠湾攻撃を指揮した山本五十六と同姓であることもひっくるめた俗称である。
1970年には、ニッケル錯体合成において、クロロベンゼンがニッケルに酸化的付加することを示唆した。これは、1972年の熊田誠、玉尾皓平らによる熊田・玉尾カップリングの発見に繋がった。そもそも、当時は「酸化的付加」などというクロスカップリングの用語すらなかった時代であり、そのメカニズムに触れはしなかったにせよ、非常に重要な役割を担った。
これまでの業績は高く評価されており、1969年には高分子化学会賞が授与されている。また、1986年には日本化学会賞が授与されている。1994年には向井賞が授与されている。なお、1989年には東京都科学技術功労者として顕彰されている。

## 略歴
- 1930年 - 東京府にて誕生。
- 1954年 - 早稲田大学理工学部卒業[1][2]。
- 1959年
  - 東京工業大学大学院理工学研究科博士課程修了[2]。
  - 東京工業大学資源化学研究所助手[1]。
- 1960年 - カリフォルニア大学バークレー校博士研究員[1]。
- 1962年 - マックス・プランク石炭研究所博士研究員[1]。
- 1967年 - 東京工業大学資源化学研究所助教授[1]。
- 1971年 - 東京工業大学資源化学研究所教授[1][2]。
- 1985年 - 文部省科学官[1]。
- 1987年 - 日本化学会副会長[1]。
- 1988年 - 東京工業大学資源化学研究所所長[1][2]。
- 1990年
  - 早稲田大学大学院理工学研究科客員教授[1][2]。
  - 東京工業大学名誉教授[1]。
- 1992年 - 早稲田大学日本ゼオン寄付講座担当客員教授[1]。
- 1995年 - 日本化学会会長[1]。
- 1996年
  - 文部省学術審議会委員[1]。
  - 新技術事業団研究統括[1]。
- 2000年 - 早稲田大学理工学総合研究センター顧問研究員[2]。
- 2014年 - 東京工業大学栄誉教授[6]。
- 2017年 - 死去[8]。

## 受賞歴
- 1969年 - 高分子化学会賞[1][2]。
- 1986年 - 日本化学会賞[1][2]。
- 1994年 - 向井賞[2]。

## 栄典
- 1989年 - 東京都科学技術功労者[1]。
- 1995年 - 紫綬褒章[1][2][5]。
- 2001年 - 勲三等旭日中綬章[5]。
- 2014年 - 文化功労者[5]。

## 関連人物
- メルヴィン・カルヴィン
- 神原周